# 小書きヰ
𛅐、𛅤は、仮名のひとつである。合拗音の表記に使われることがある。

## 𛅐、𛅤に関わる諸事項
- 2019年3月にUnicode 12.0に収録された[1]。